# 晴空亂流
晴空亂流（英語：clear air turbulence，簡寫為CAT），又稱「晴空湍流」，是晴空中幾乎無法用肉眼或傳統雷達的方式觀察到此種亂流。然而，遠距離的狀況，一些使用光學原理運作的亂流偵測方式是可以偵測到這種亂流，包括閃爍計、都卜勒效應光學雷達、及N-slit interferometer。 晴空亂流是因為不同速度的氣團相遇而造成，晴空亂流多半沒有雲。
最可能造成晴空亂流的區域是在对流层較高處，約在海拔7,000至12,000公尺的高度，大約接近對流層頂。在有高速氣流的區域常會出現晴空亂流，在較低海拔，靠近山的區域也容易出現。若有出現卷云，其造成晴空亂流的機率也很高。
晴空亂流會使飛機乘客乘坐時不適，偶爾會影響飛航安全。晴空亂流的頻率已有增加，推測可能是全球暖化效應。在《自然氣候變化》期刊中，雷丁大学的保羅·威廉斯（Paul William）及东英吉利亚大学的Manoj Joshi提出了若大氣中的二氧化碳是工業革命前的二倍，中等到強烈的晴空亂流會較現在增加40%至170%。